# Kaya Han
Kaya Han (koreanisch 한가야; * 12. Oktober 1958 in Japan; † 24. Oktober 2021) war eine südkoreanische Pianistin und Musikpädagogin.

## Werden und Wirken
Kaya Han wurde 1958 als Tochter koreanischer Eltern in Japan geboren und wuchs dort auf. Sie studierte von 1978 bis 1982 an der Toho-Musikhochschule in Tokio. Danach war sie bis 1986 an der Hochschule für Musik in Freiburg im Breisgau Schülerin von Edith Picht-Axenfeld und Ramon Walter. 1988 war sie eine der drei besten Pianisten beim 44. Internationalen Musikwettbewerb in Genf.
Sie trat danach als Solo- und Konzertpianistin und Kammermusikerin in vielen europäischen Staaten, Kanada und Ostasien auf. U. a. arbeitete sie mit dem Klarinettisten Eduard Brunner, der Geigerin Ana Chumachenco, mit ihrer ehemaligen Lehrerin Edith Picht-Axenfeld, dem Arditti Quartett und den International Brass Soloists zusammen. Mit dem Schlagzeuger Isao Nakamura bildete sie das Duo Konflikte.
Neben Auftritten in Rundfunk- und Fernsehproduktionen in Deutschland, der Schweiz und Österreich, in Japan, Südkorea und Kanada veröffentlichte Kaya Han 1990 ihre erste CD mit Werken von Brahms, der 1994 ein weiteres Brahms-Album folgte. Im selben Jahr legte sie eine Einspielung des pianistischen Gesamtwerkes von Isang Yun vor und nahm Werke von Sergei Prokofjew und Béla Bartók auf.
Sie wirkte als Dozentin bei den Internationalen Ferienkursen für neue Musik in Darmstadt und hatte ab Juli 1999 eine Professur für Klavier an der Staatlichen Hochschule für Musik in Karlsruhe inne. Kaya Han starb im Oktober 2021 im Alter von 63 Jahren.